# Dash&Daaash!!
「Dash&Daaash!!」（ダッシュ アンド ダーーーシュ）は、2019年6月19日に発売された風男塾の22ndシングル。

## 概要
テレビアニメ「群青のマグメル」のオープニングテーマ。
振り付けはアルスマグナの朴ウィトが担当。 
カップリング曲の「Excuse You!」はマーティ・フリードマンがプロデュースを手掛け、ベースにはPoppin'Partyの西本りみが参加。
メンバーは、愛刃健水、藤守怜生、紅竜真咲、草歌部宙、桜司爽太郎、香月大弥。
この曲から、桜司爽太郎と香月大弥が加入。

## 収録曲
テイチクレコード公式サイト内の紹介ページによる。

### 初回限定盤A
［CD］
1. Dash&Daaash!!
  - 作詞・作曲・編曲：Q-MHz
2. Excuse You!
  - 作詞：中村彼方 / 作曲：マーティ・フリードマン / 編曲：中土智博

［DVD］
「Dash&Daaash!!」Music Video

### 初回限定盤B
［CD］
1. Dash&Daaash!!
2. Excuse You!

［DVD］
「Dash&Daaash!!」MVメイキング映像

### 通常盤
［CD］
1. Dash&Daaash!!
2. Excuse You!
3. 夢の座標
  - 作詞：RUCCA  / 作曲：黒須克彦 / 編曲：成田忍
4. Dash&Daaash!!（Instrumental）
5. Excuse You!（Instrumental）
6. 夢の座標（Instrumental）